# Оконто (Висконсин)
Оконто (енгл. Oconto) град је у америчкој савезној држави Висконсин.

## Демографија
По попису из 2010. године број становника је 4.513, што је 195 (-4,1%) становника мање него 2000. године.
| Група             | 2000.         | 2010.         |
| Белци             | 4.582 (97,3%) | 4.269 (94,6%) |
| Афроамериканци    | 1 (0,0%)      | 30 (0,7%)     |
| Азијати           | 8 (0,2%)      | 17 (0,4%)     |
| Хиспаноамериканци | 37 (0,8%)     | 109 (2,4%)    |
| Укупно            | 4.708         | 4.513         |